# 李俊明
李俊明（1960年4月—），男，山西定襄人，中华人民共和国政治人物。研究生学历。曾任山西省人大常委会副主任、忻州市委书记。

## 生平
1977年参加工作，成为定襄县横山小学的一名民办教师。1978年李俊明赴山西省建筑工程学校学习工民建。学习结束后的1980年11月李俊明加入中国共产党并留校工作，十年时间内晋升成为校长助理兼工程公司经理。此后李俊明长期在建筑系统任职。曾在山西广播电视大学专科班、山西省委党校理论专业大专班、中央党校领导干部函授本科班经管专业学习。1991年，李俊明被借调至山西省建设厅，不久之后的1994年，李俊明升为处长，出任山西省东方建设发展公司经理。1995年，李俊明回到山西省建委。1997年至1999年，李俊明在中国社会科学院研究生院企业管理专业取得研究生学历。2000年，李俊明升为山西省建设厅副厅长。2007年，李俊明就任太原市副市长。四年半后，2012年3月，李俊明成为山西省住房和城乡建设厅厅长。

### 大同市长
2013年2月7日，中共山西省委公布决定，原大同市长耿彦波调往太原，出任太原市委委员、常委、副书记。 同一天，李俊明被中共山西省委任命为中共大同市委委员、常委、副书记，并被山西省委公示为市长候选人。2月22日，大同市人大常委会通过李俊明担任大同市代市长。
耿彦波离任，李俊明代替出任大同代市长，在大同市引起了轩然大波。耿彦波就任期间，在大同市大搞城建。很多大同市民担心耿彦波走后，大同市的很多工程将成为烂尾工程。消息披露时正是农历新年之前（2月7日是农历腊月二十七）。正月初三起，大同民众自行发起了请愿游行活动，要求省委改变任命，让耿彦波留下来。迫于压力，李俊明在2月16日（正月初七，年后上班第一天）大同市政府常务会议上做出“五个凡是”承诺，表示会继续之前的工程。李俊明之前任太原市副市长期间曾与耿彦波共事（耿彦波在2006年6月至2008年1月间任太原市副市长，李俊明在2007年6月至2012年1月间为太原市副市长）。2013年5月24日，李俊明在大同市第十四届人民代表大会第三次会议上当选大同市市长。

### 任职忻州
2015年8月14日，中共山西省委决定任命李俊明为忻州市委书记。2018年1月，当选山西省人大常委会副主任。
2020年3月，不再兼任忻州市委书记。2023年1月，不再任山西省人大常委会副主任。